# Neuroleinia
Neuroleinia is een geslacht van halfvleugeligen uit de familie Machaerotidae. De wetenschappelijke naam van dit geslacht is voor het eerst geldig gepubliceerd in 1936 door Lallemand.

## Soorten
Het geslacht Neuroleinia  is monotypisch en omvat slechts de volgende soort:
- Neuroleinia collarti Lallemand, 1936